# Podsavezna nogometna liga Slavonski Brod 1962./63.
Podsavezna nogometna liga Slavonski Brod (također i kao Liga Nogometnog podsaveza Slavonski Brod) je bila liga četvrtog stupnja nogometnog prvenstva Jugoslavije u sezoni 1962./63. 
 
Sudjelovalo je 10 klubova, a prvak je bio "Željezničar" iz Slavonskog Broda. 

## Ljestvica
| mj. | klub                       | ut. | pob. | ner. | por. | gol+ | gol- | bod |
| --- | -------------------------- | --- | ---- | ---- | ---- | ---- | ---- | --- |
| 1.  | Željezničar Slavonski Brod | 18  | 15   | 3    | 0    | 67   | 22   | 33  |
| 2.  | Bratstvo Vranovci          | 18  | 9    | 5    | 4    | 47   | 41   | 23  |
| 3.  | Trgovački Slavonski Brod   | 18  | 9    | 4    | 5    | 46   | 31   | 22  |
| 4.  | Graničar Brodski Varoš     | 18  | 6    | 7    | 5    | 33   | 31   | 19  |
| 5.  | Šokadija Strizivojna       | 18  | 7    | 5    | 6    | 29   | 32   | 19  |
| 6.  | Borac Podvinje             | 18  | 7    | 3    | 8    | 42   | 35   | 17  |
| 7.  | Budućnost Donji Andrijevci | 18  | 5    | 4    | 9    | 37   | 41   | 14  |
| 8.  | Mladost Sibinj             | 18  | 3    | 7    | 8    | 29   | 39   | 13  |
| 9.  | Radnik Oriovac             | 18  | 3    | 7    | 8    | 32   | 51   | 13  |
| 10. | Sloga Gromačnik            | 18  | 2    | 3    | 13   | 17   | 56   | 7   |

## Rezultatska križaljka
| kratica | klub                       | BOR | BRA | BUD | GRA | MLA | RAD | SLO | ŠOK | TRG | ŽELJ |
| --- | -------------------------- | --- | --- | --- | --- | --- | --- | --- | --- | --- | ---- |
| BOR | Borac Podvinje             |     |     |     |     |     |     |     |     |     |      |
| BRA | Bratstvo Vranovci          |     |     |     |     |     |     |     |     |     |      |
| BUD | Budućnost Donji Andrijevci |     |     |     |     |     |     |     |     |     |      |
| GRA | Graničar Brodski Varoš     |     |     |     |     |     |     |     |     |     |      |
| MLA | Mladost Sibinj             |     |     |     |     |     |     |     |     |     |      |
| RAD | Radnik Oriovac             |     |     |     |     |     |     |     |     |     |      |
| SLO | Sloga Gromačnik            |     |     |     |     |     |     |     |     |     |      |
| ŠOK | Šokadija Strizivojna       |     |     |     |     |     |     |     |     |     |      |
| TRG | Trgovački Slavonski Brod   |     |     |     |     |     |     |     |     |     |      |
| ŽELJ | Željezničar Slavonski Brod |     |     |     |     |     |     |     |     |     |      |
| |                            |     |     |     |     |     |     |     |     |     |      |
| podebljan rezultat - utakmice od 1. do 9. kola (1. utakmica između klubova) rezultat normalne debljine - utakmice od 10. do 18. kola (2. utakmica između klubova) rezultat nakošen - nije vidljiv redoslijed odigravanja međusobnih utakmica iz dostupnih izvora rezultat smanjen * - iz dostupnih izvora nije uočljiv domaćin susreta prekrižen rezultat - poništena ili brisana utakmica p - utakmica prekinuta 3:0 p.f. / 0:3 p.f. - rezultat 3:0 bez borbe |                            |     |     |     |     |     |     |     |     |     |      |

 Izvori:

## Unutrašnje poveznice
- Slavonska zona 1962./63.